# Luzhou, Guangdong
Luzhou (kinesiska: 芦洲) är en köping i sydöstra Kina. Den ligger i stadsdistriktet Huicheng i staden Huizhou i provinsen Guangdong, omkring 130 kilometer öster om provinshuvudstaden Guangzhou. Antalet invånare är 15 890. Befolkningen består av 7 749 kvinnor och 8 141 män. Barn under 15 år utgör 23,0 %, vuxna 15-64 år 61 %, och äldre över 65 år 14,0 %.